# Santa Ana y la Virgen
Santa Ana y la Virgen o denominaciones similares (la Virgen y Santa Ana, la Virgen con Santa Ana, Santa Ana con la Virgen, etc.) son denominaciones para un tema relativamente frecuente en el arte cristiano (específicamente, en el arte mariano).
Es una tipología propia, a la que a veces se incorpora el Niño Jesús (Virgen con el Niño) en una triple imagen en que cada personaje es asiento o trono del otro ('la Virgen y el Niño con Santa Ana). Desde la Edad Media en Italia se conoce el tema como Sant'Anna Metterza ("che si mette per terza", es decir, "que tercia" entre la Virgen y el Niño), particularmente frecuente en el Quattrocento; y en Europa Central como Anna Selbdritico significado), tema muy popular desde el siglo XIV.
Si en la escena aparece San Joaquín, el padre de María, lo más probable es que se trate de otro tema: la educación de la Virgen, en que se representa no a la Virgen madre, sino a la Virgen niña, y no aparece el Niño Jesús. Si aparecen más parientes de Jesús (entre los que tradicionalmente se incluye a Emerencia o Santa Emerencia -la madre de Santa Ana-), el tema se denomina Santa Parentela o Sacra Parentela; a no ser que se trate de un episodio concreto: el tema denominado "el nacimiento de la Virgen", donde también pueden aparecer estos personajes. Otro tema específico (la Virgen con el Niño y San Juanito) es en el que el personaje que acompaña al trío es San Juan Bautista niño (San Juanito, que también guarda parentesco con Santa Ana por ser hijo de San Zacarías y de Santa Isabel, prima de la Virgen María).

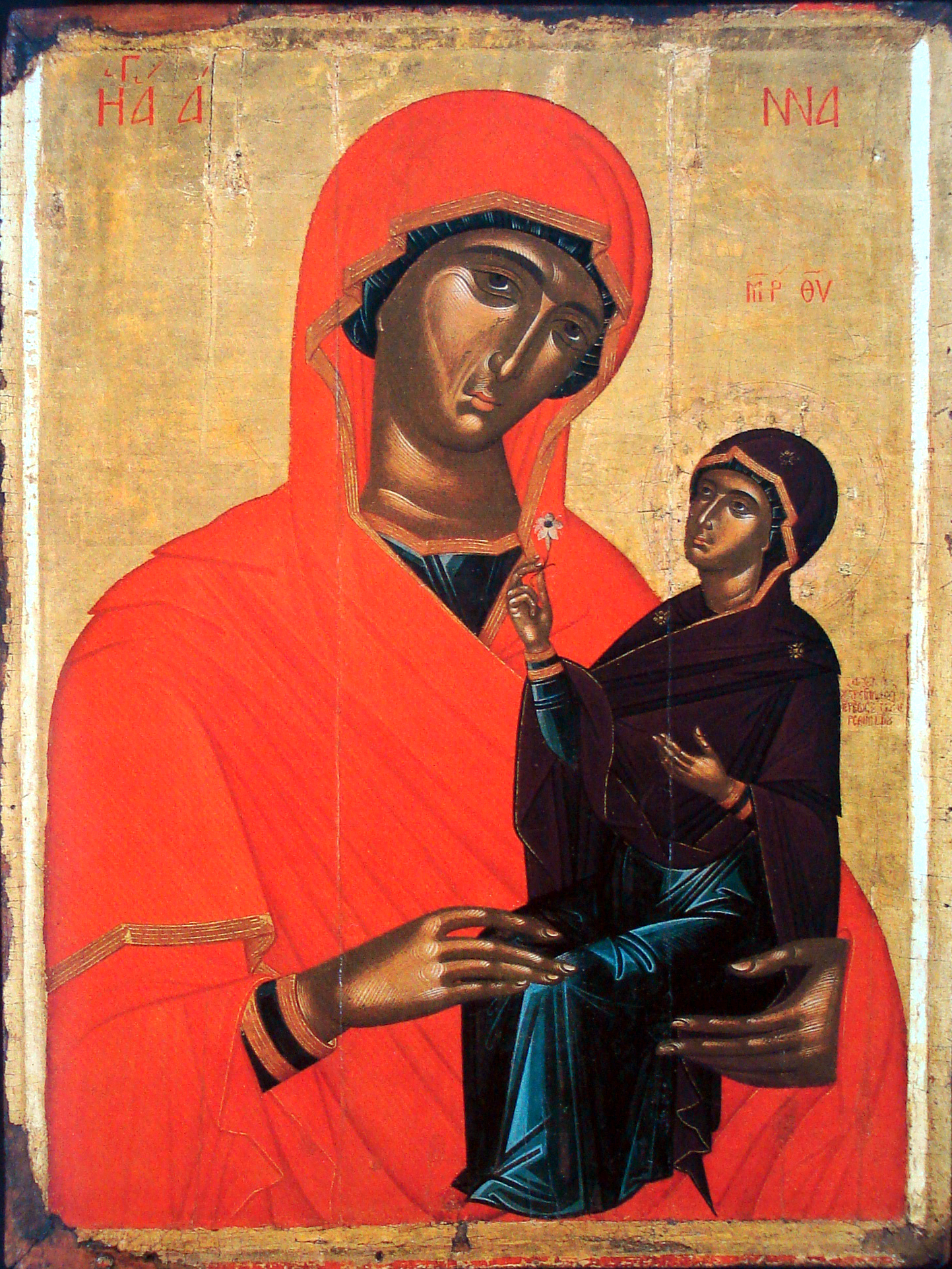
Santa Ana y la Virgen, atribuido a Angelos Akotantos, siglo XV.
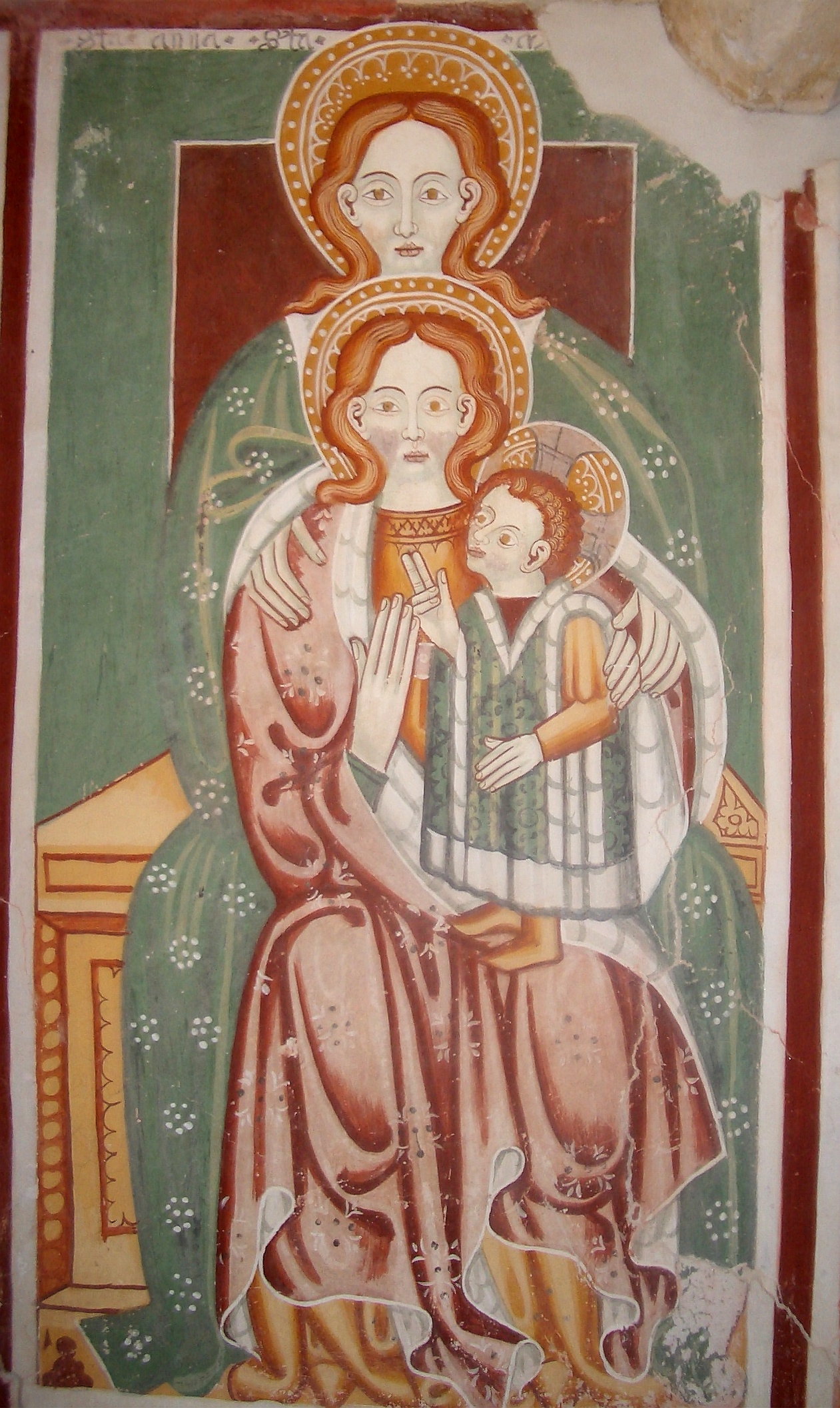
Santa Anna Metterza, fresco anónimo del siglo XV.
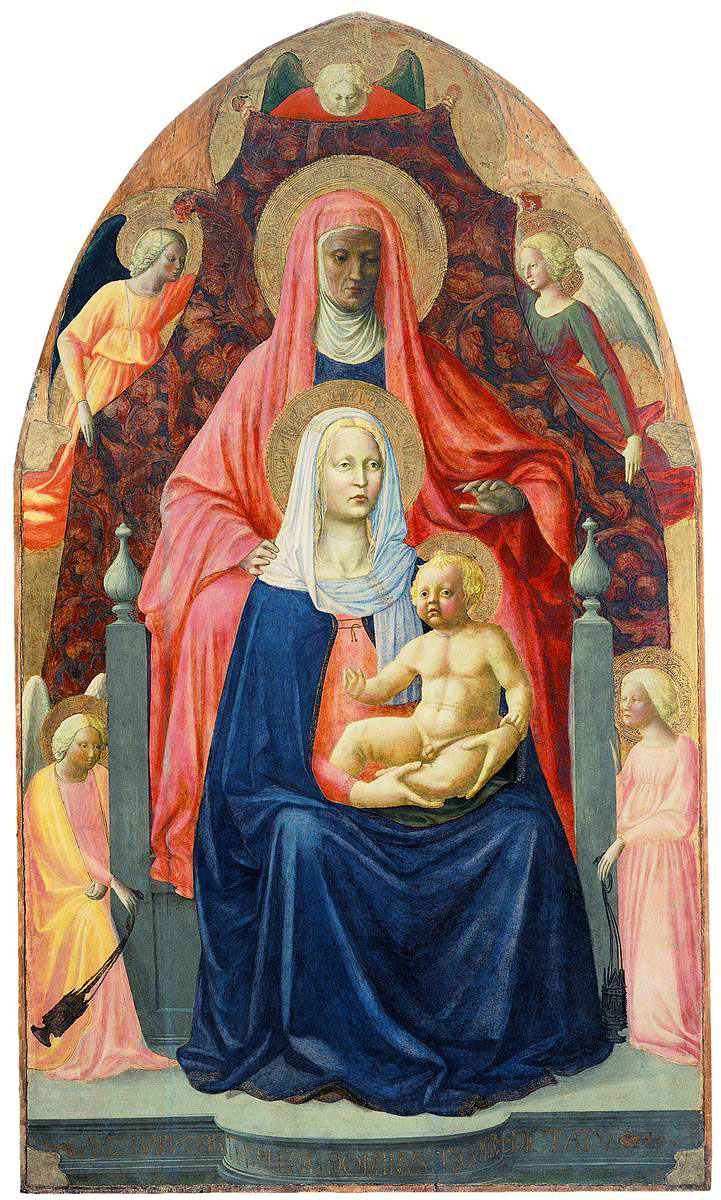
Virgen con el Niño y Santa Ana (Masaccio), o Sant'Anna Metterza, ca. 1425.
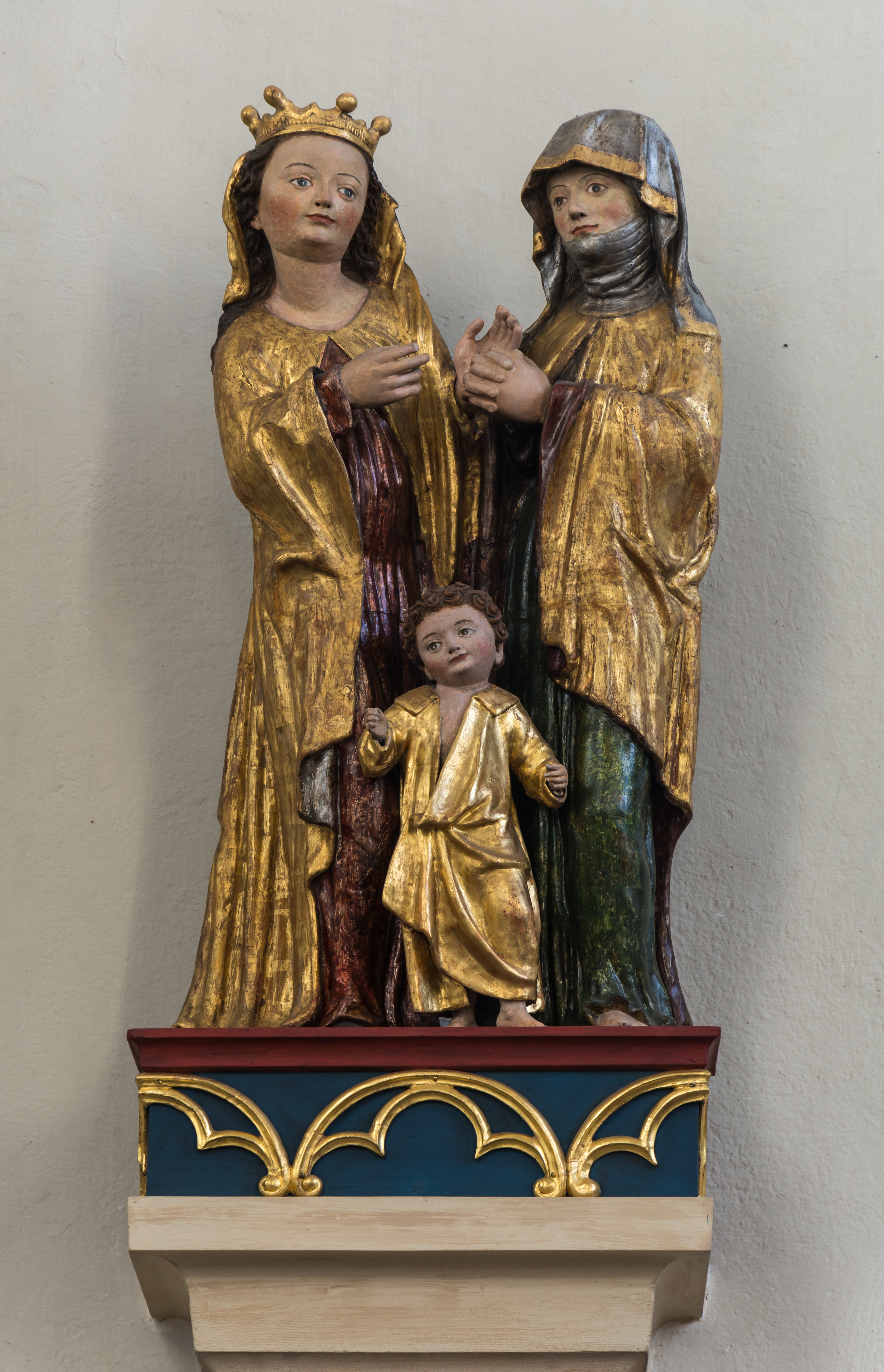
Anna selbdritt, talla de la parroquia de Santa Ana de Pöggstall, ca. 1480.
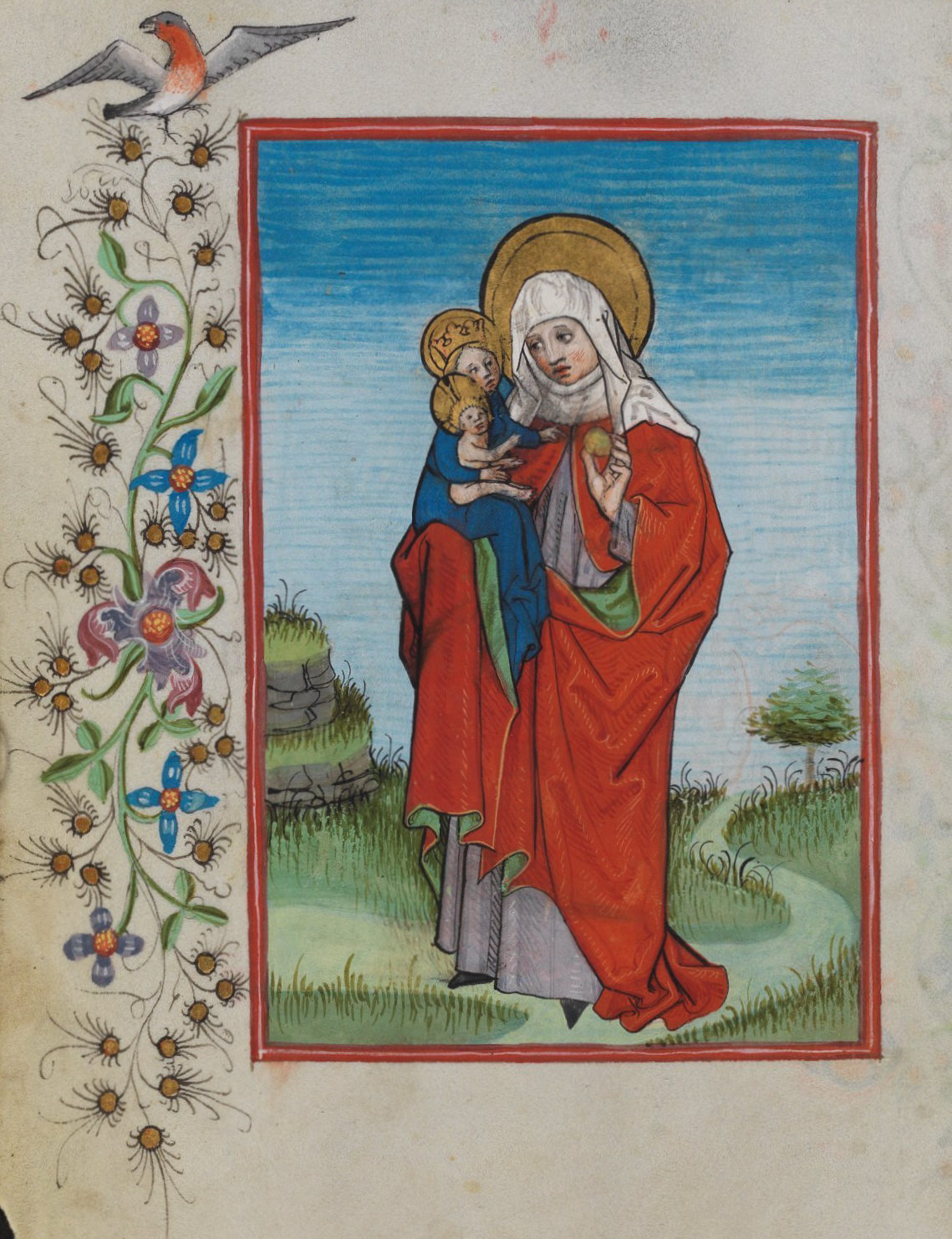
Ilustración del Waldburg-Gebetbuch, 1486.
La Virgen, el Niño Jesús y Santa Ana, de Leonardo da Vinci, ca. 1503-1519[5] (compárese con el Cartón de Burlington House).
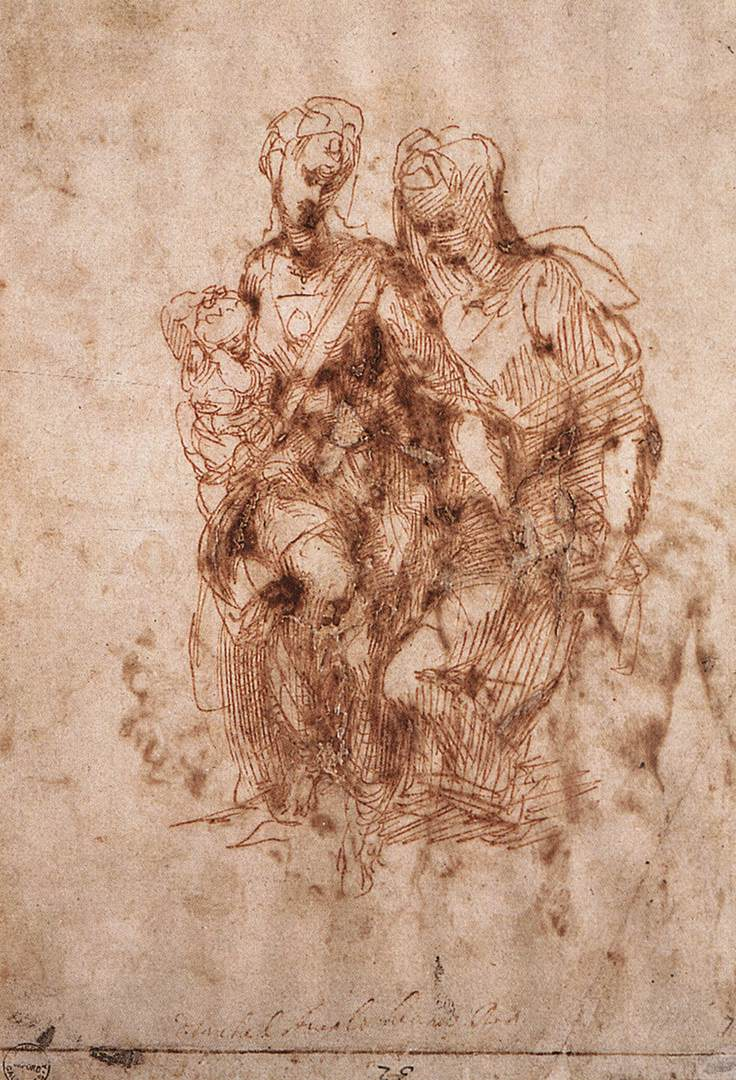
Estudio de Miguel Ángel, ca. 1505.
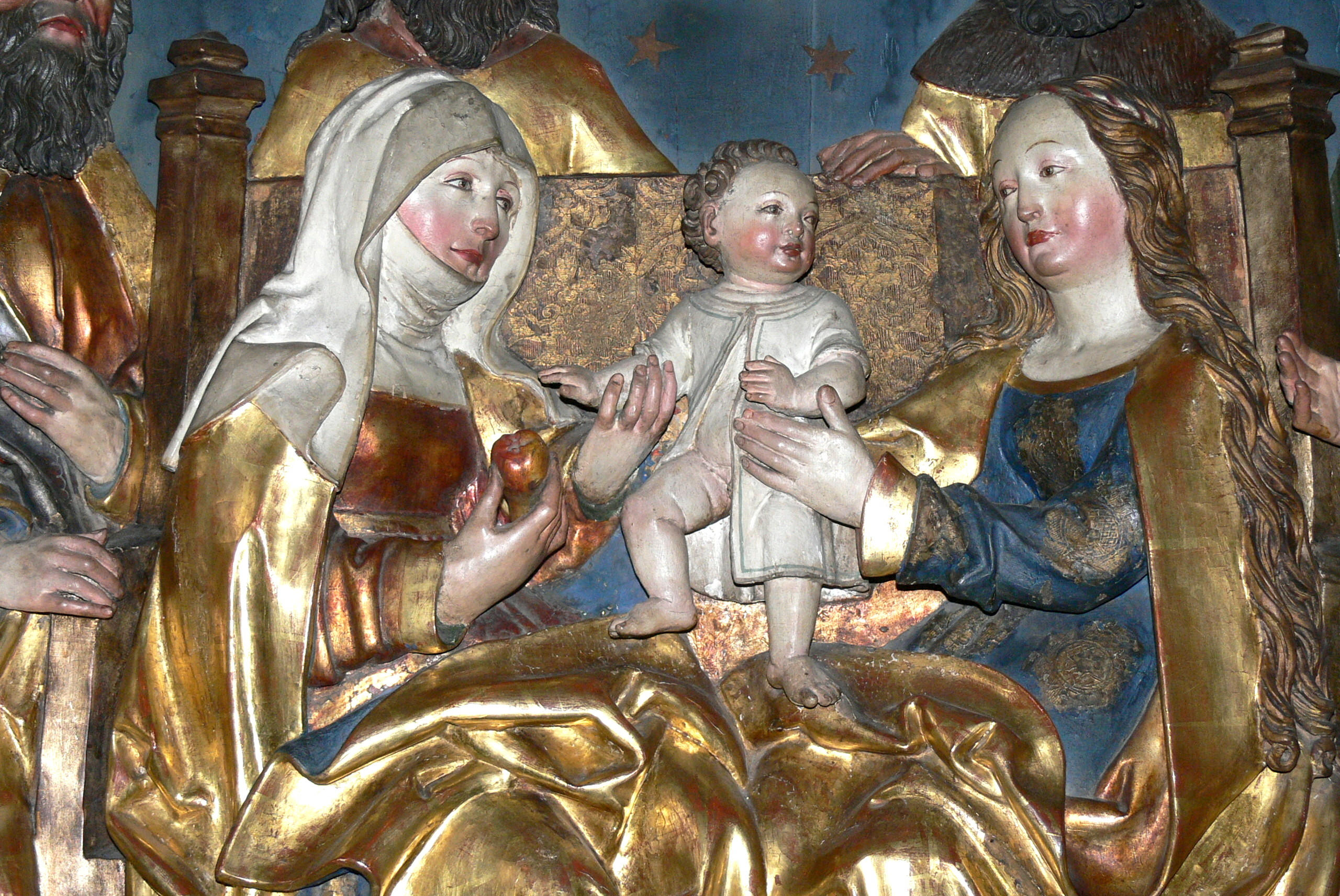
Anna selbdritt, talla del retablo de la Santa Parentela de Langenzenn, 1508.
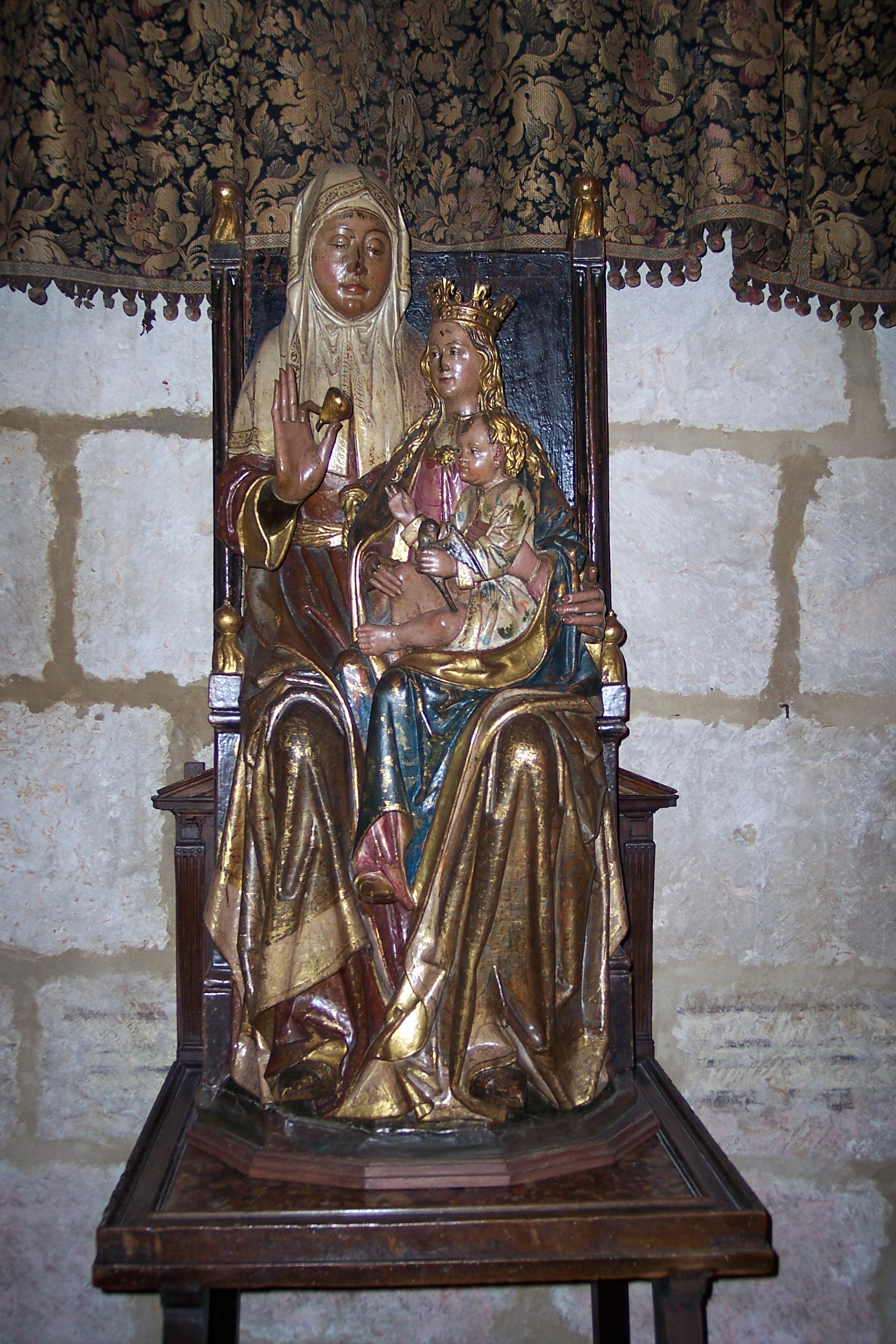
Santa Ana Triple, talla de Alejo de Vahía, 1510.
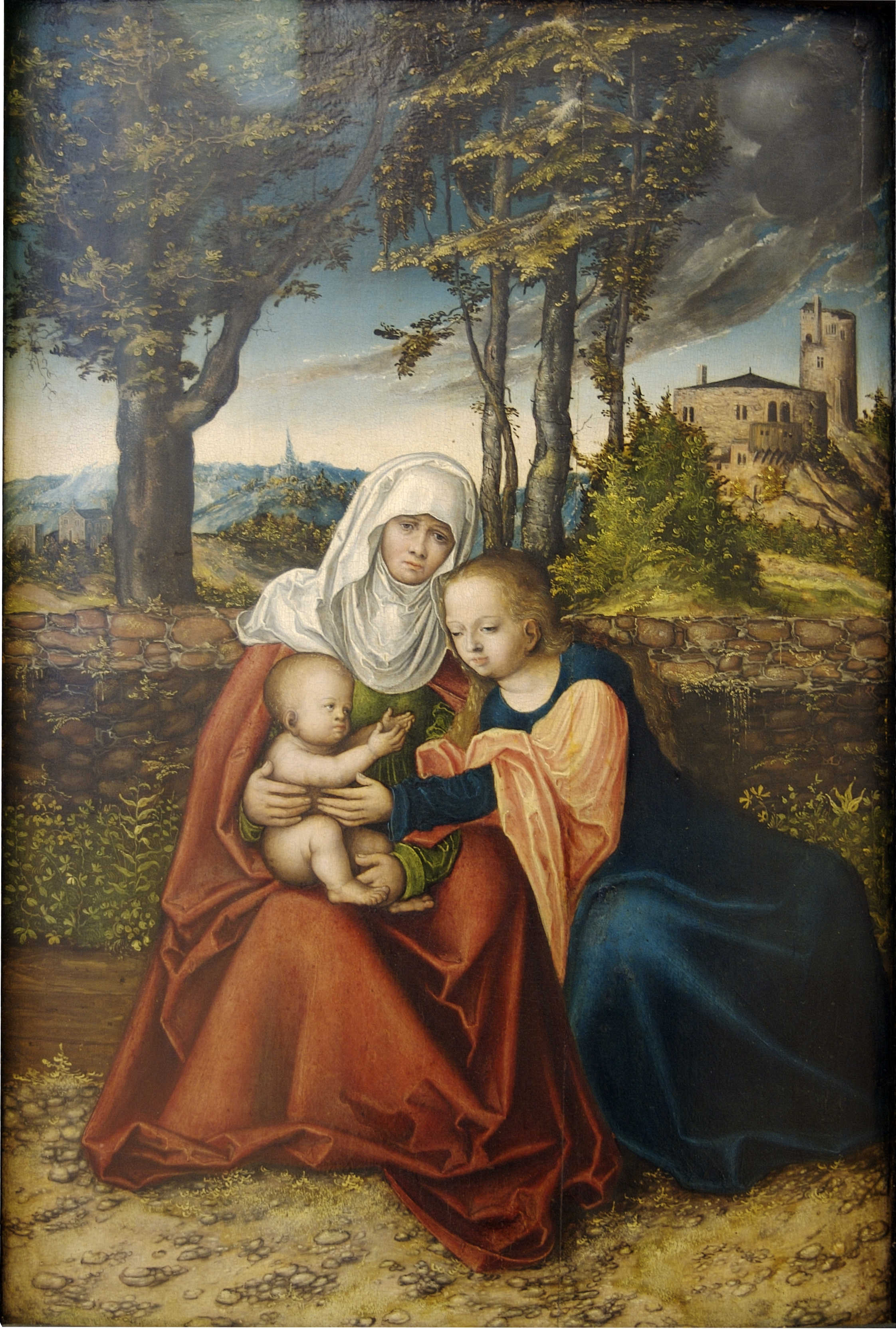
Anna Selbdritt, de Lucas Cranach el Viejo, ca. 1516.
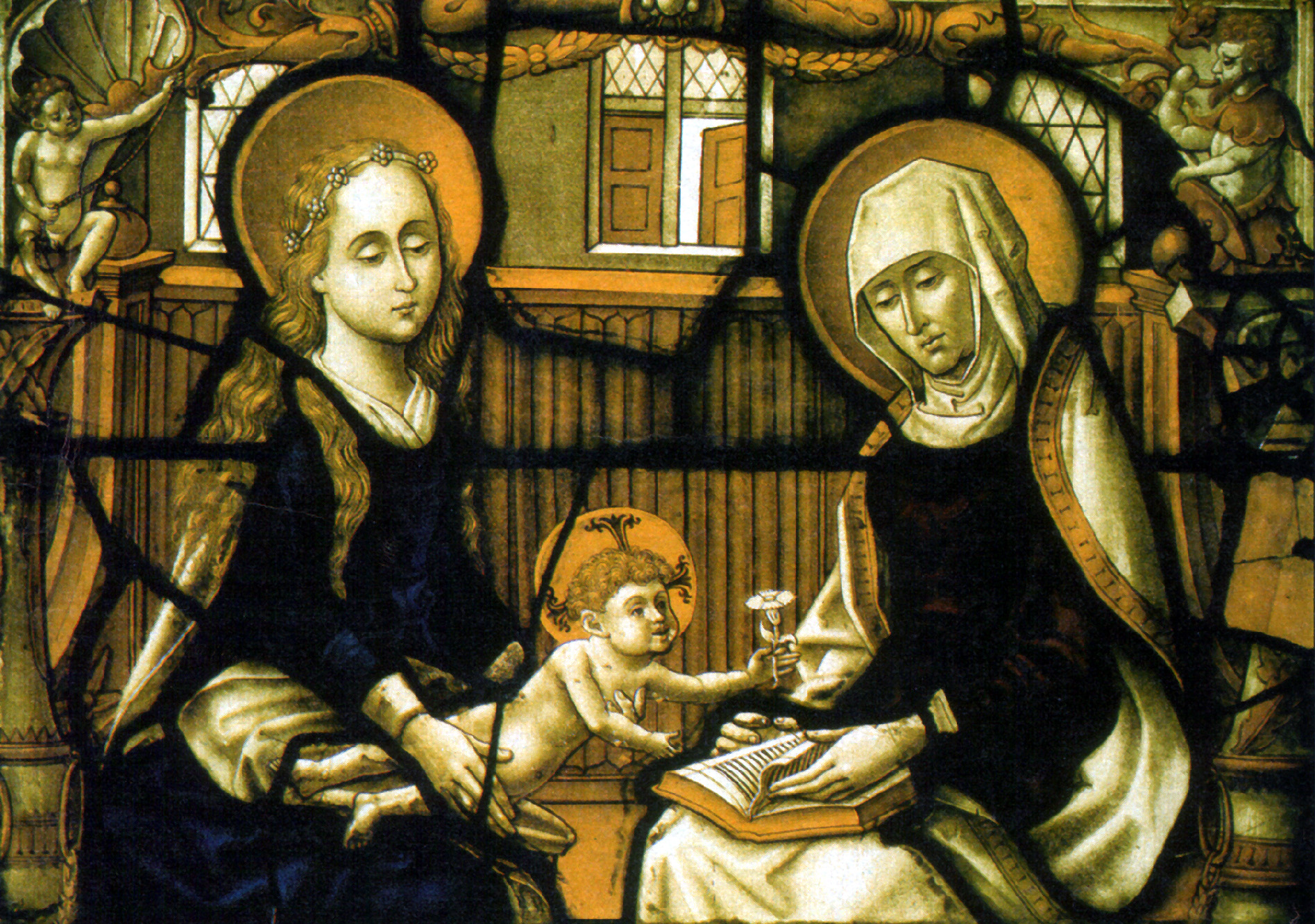
Anna selbdritt, vitral de Colonia, 1510–1530, Wilhelm-Hack-Museum,[6] Ludwigshafen.
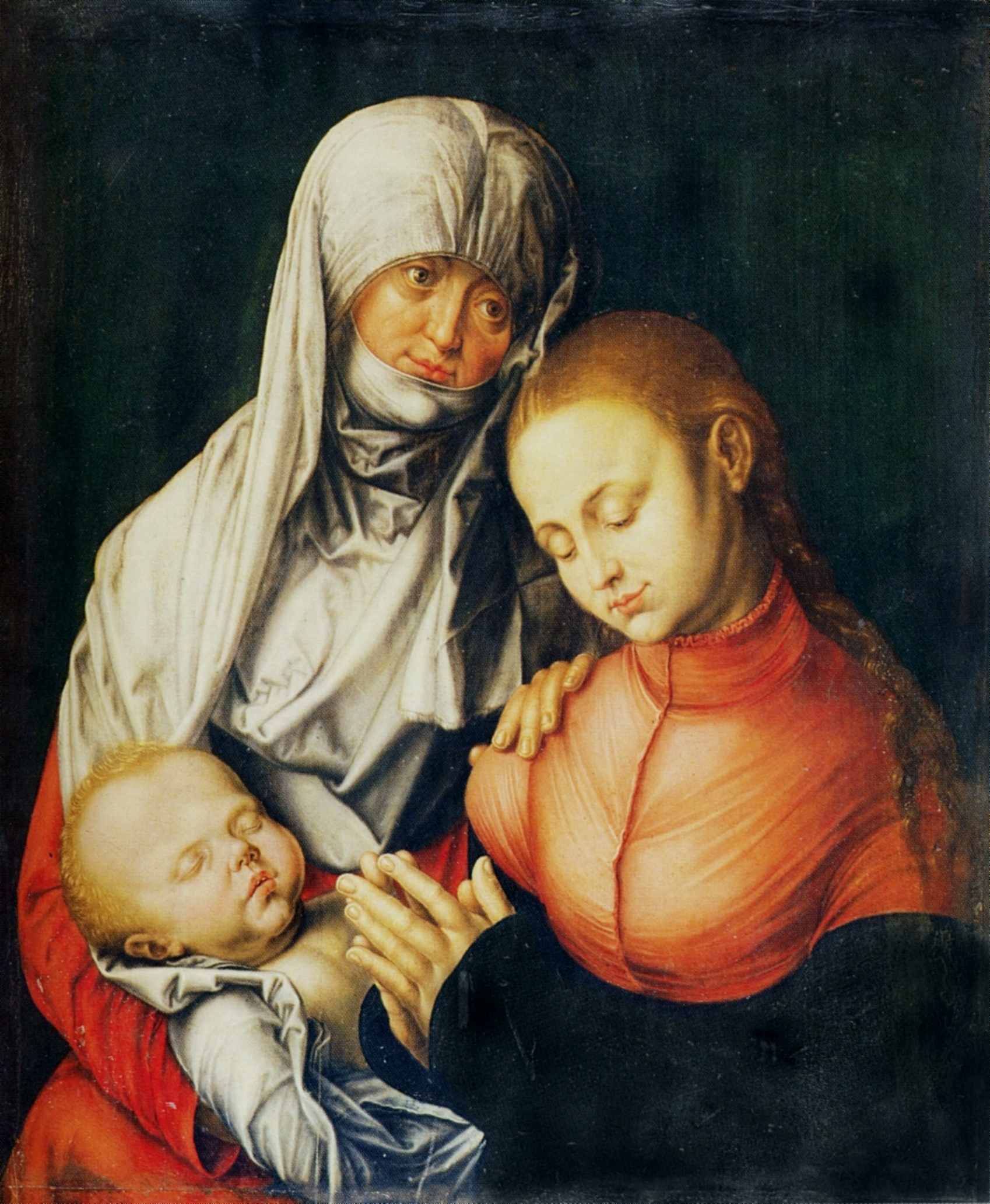
Durero, 1523.
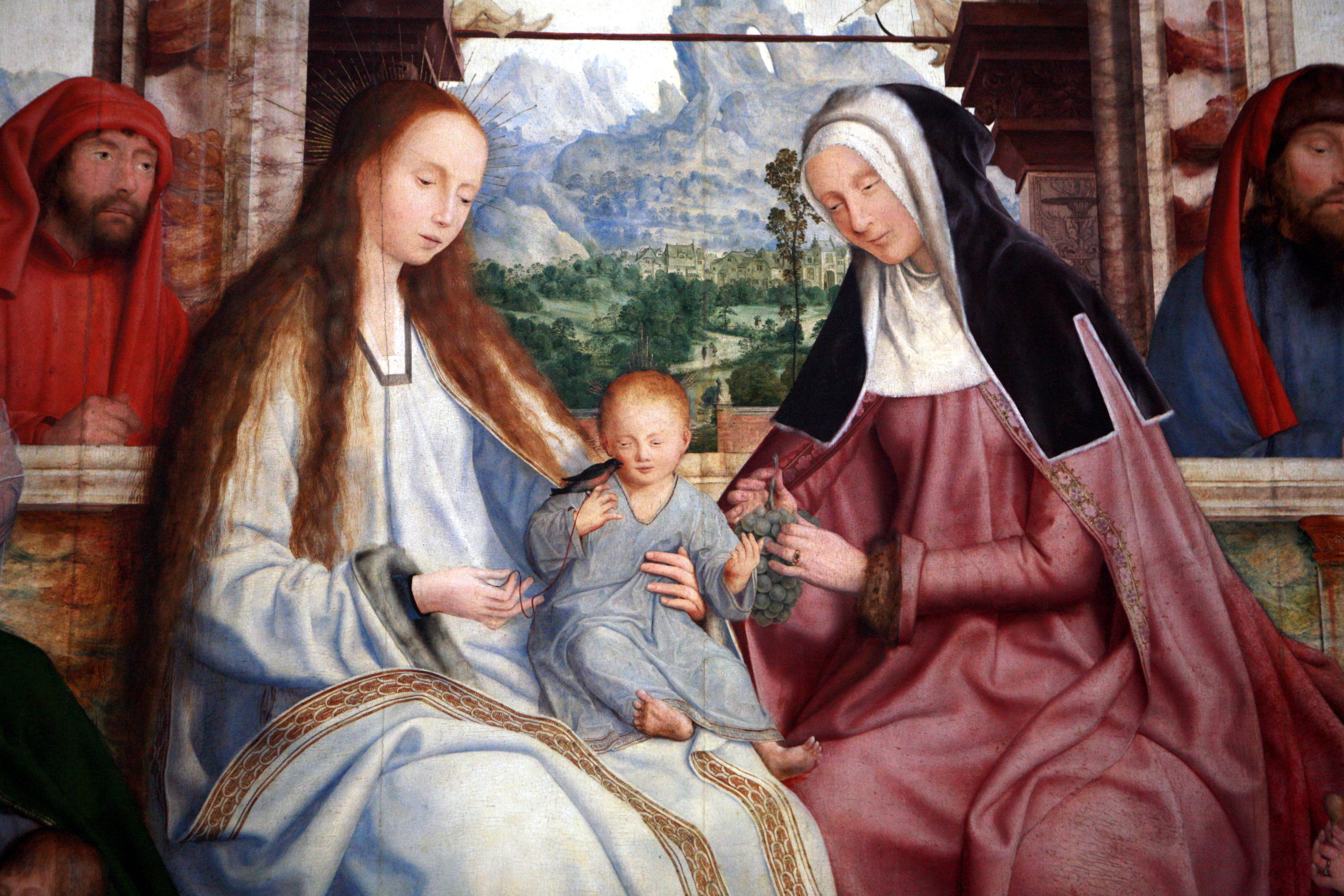
Detalle del Tríptico de la Cofradía de Santa Ana de Lovaina, de Quintin Metsys, primer tercio del siglo XVI.
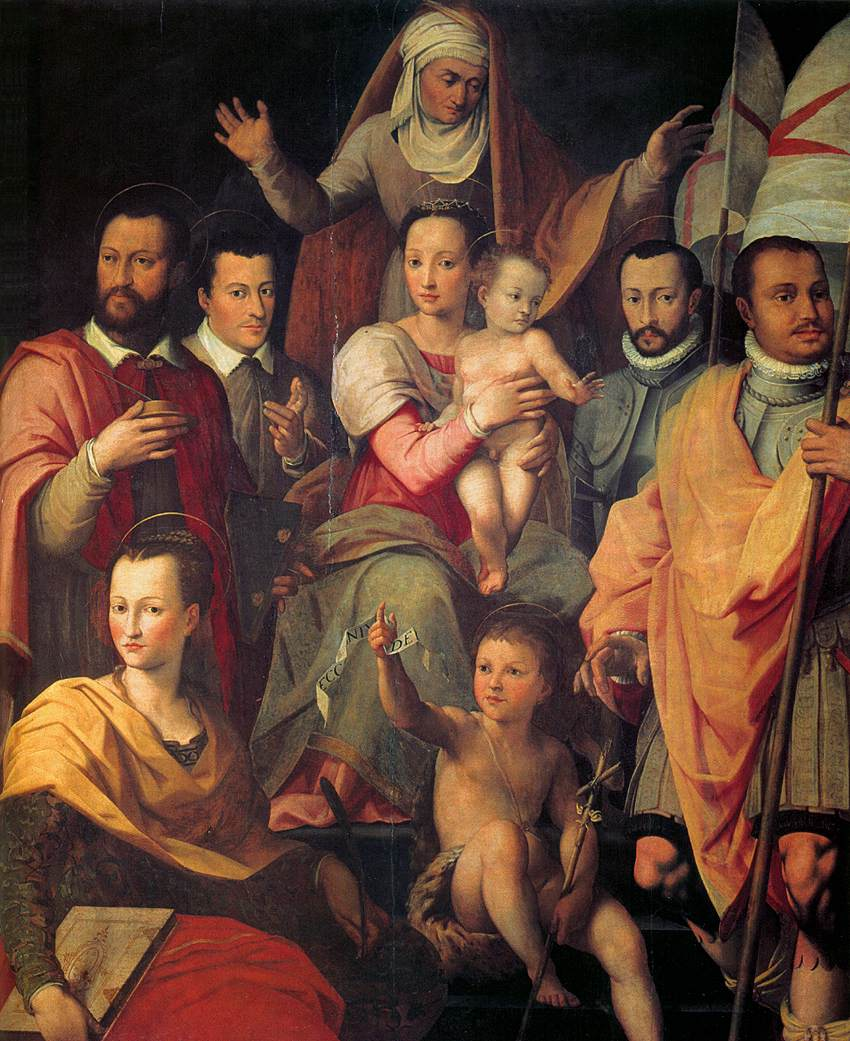
Virgen con Niño y Santa Ana con miembros de la familia Medici como santos, de Giovanni Maria Butteri, 1575.
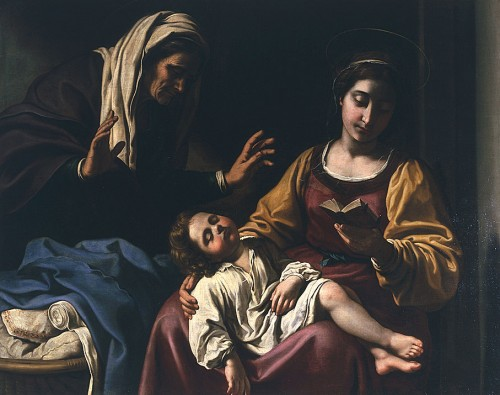
Antiveduto Grammatica, ca. 1610-1620.
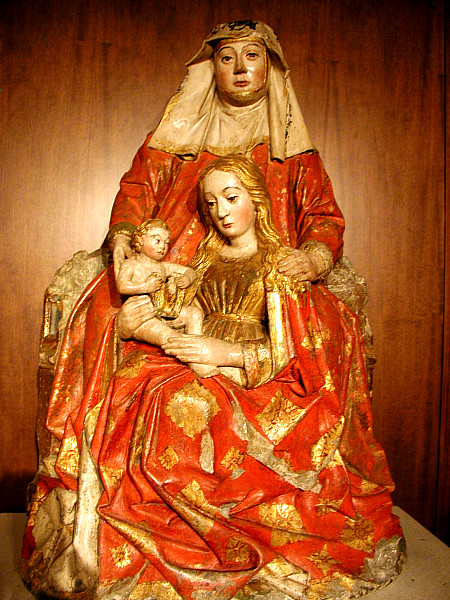
Talla del siglo XVII, catedral de Santiago.
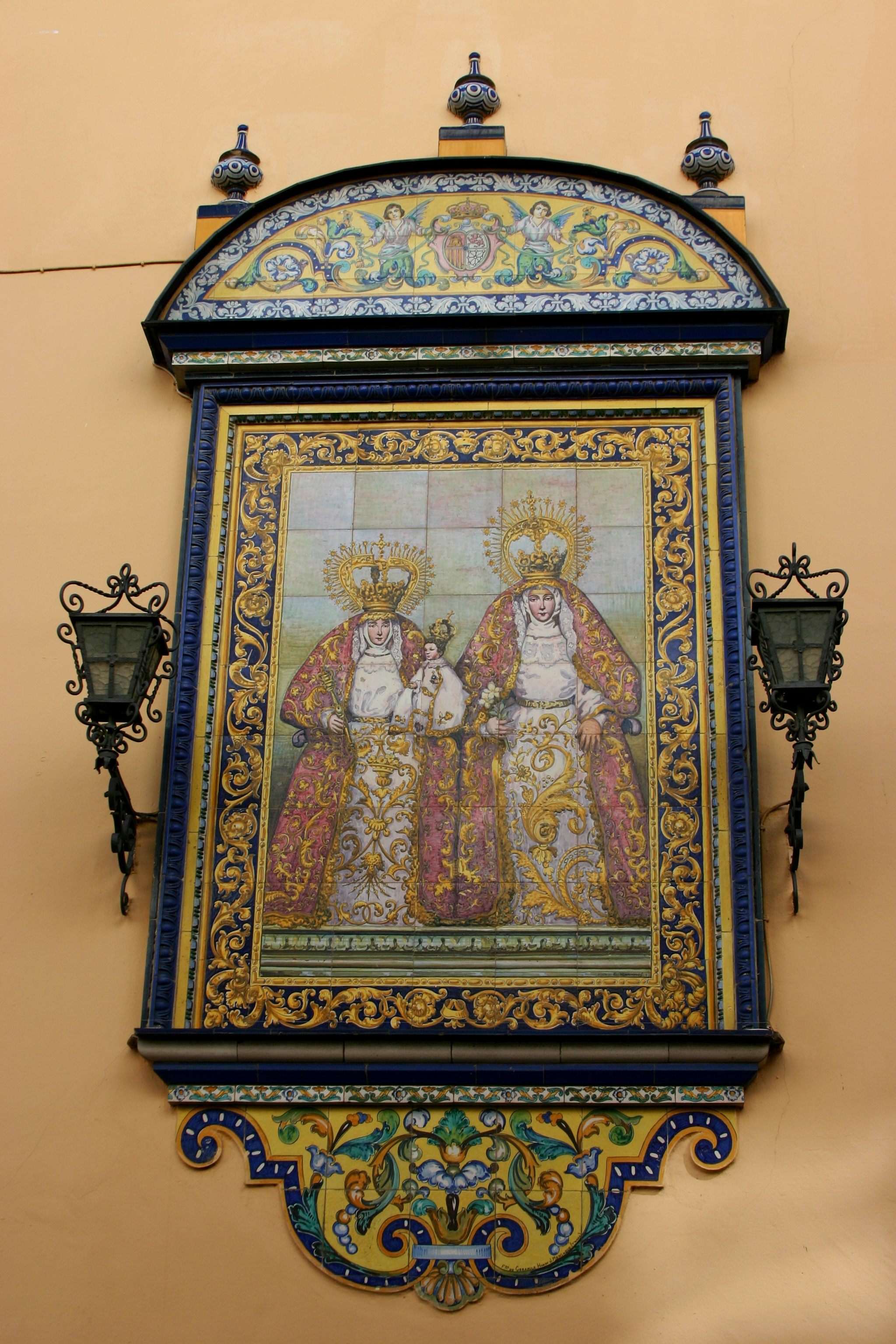
Azulejo de las Santas Madres, exterior de la iglesia de Santa Ana (Sevilla).

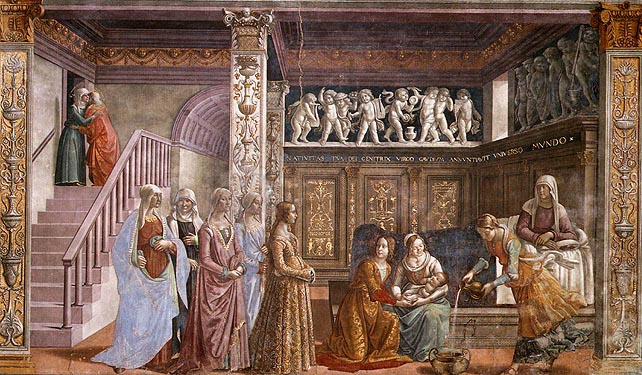
Nacimiento de la Virgen (Ghirlandaio), ca. 1490.